# Єгоров Яків Георгійович
Яків Георгійович Єгоров (нар. 1892, село Антипово Староруського повіту Новгородської губернії, тепер Новгородської області, Російська Федерація — 1957, місто Москва, тепер Російська Федерація) — радянський державний і партійний діяч, голови виконавчого комітету Семипалатинської та Ярославської губернських рад, в.о. голови виконавчого комітету Новосибірської обласної ради, відповідальний секретар Семипалатинського та Ярославського губернських комітетів РКП(б). Член ЦВК СРСР 3-го скликання. Депутат Верховної ради РРФСР 1-го скликання. Член Центральної контрольної комісії ВКП(б) у 1927—1934 роках.

## Життєпис
Народився в селянській родині. Закінчив сільську початкову школу. З 1905 по 1914 рік працював шпалерником на меблевих фабриках, екіпірувальником на автозаводі в Санкт-Петербурзі.
З 1914 року служив у російській армії, учасник Першої світової війни.
Член РСДРП(б) з березня 1917 року.
У 1917 році дезертував з армії, 18 липня 1917 року був заарештований, звільнений 15 вересня 1917 року.
З вересня 1917 року — у Військовій організації при ЦК РСДРП(б). З 1917 до липня 1918 року — комісар загону Червоної гвардії, потім — політичний працівник у Червоній армії.
У 1920—1921 роках — голова Горкінського повітового комітету РКП(б) Гомельської губернії; голова Клинцовського повітового комітету РКП(б) Гомельської губернії; голова виконавчого комітету повітової ради в Гомельській губернії. У березні 1921 року брав участь у придушенні Кронштадтського повстання.
У 1921—1922 роках — заступник голови виконавчого комітету Гомельської губернської ради.
У 1922 році — голова виконавчого комітету Семипалатинської губернської ради.
У 1922—1923 роках — відповідальний секретар Семипалатинського губернського комітету РКП(б).
У 1923—1924 роках — на партійній роботі в Брянській губернії.
У лютому — листопаді 1924 року — голова виконавчого комітету Ярославської губернської ради.
У листопаді 1924 — квітні 1925 року — відповідальний секретар Ярославського губернського комітету РКП(б).
У 1925—1927 роках — слухач курсів марксизму-ленінізму при Комуністичній академії.
У 1927 році — інспектор Народного комісаріату робітничо-селянської інспекції СРСР.
У 1927—1929 роках — голова Смоленської губернської контрольної комісії ВКП(б).
У 1929—1930 роках — голова Західної обласної контрольної комісії ВКП(б).
З 21 серпня 1930 по січень 1931 року — член Організаційного бюро по Східно-Сибірському краю — завідувач Східно-Сибірської крайової робітничо-селянської інспекції.
5 лютого 1931 — 17 листопада 1932 року — 2-й секретар Східно-Сибірського крайового комітету ВКП(б) у місті Іркутську.
У листопаді 1932 — січні 1934 року — голова Казакської крайової контрольної комісії ВКП(б). Одночасно, в січні 1933 — лютому 1934 року — народний комісар робітничо-селянської інспекції Казакської АРСР.
У 1934—1938 роках — голова ЦК Спілки робітників видобутку золота і платини.
7 лютого 1938 — квітень 1939 року — в.о. голови виконавчого комітету Новосибірської обласної ради.
У 1939—1941 роках — директор Московського комбінату твердих сплавів, заступник начальника Головного управління рідкісних металів Народного комісаріату кольорової металургії СРСР. З листопада 1941 по липень 1942 року керував організацією і пуском в експлуатацію Уральського комбінату твердих сплавів в Кіровграді Свердловської області, куди був евакуйований Московський комбінат.
Потім — на пенсії в Москві. 
Помер 1957 року в Москві. Похований на Новодівочому цвинтарі Москви.

## Нагороди
- орден Червоного Прапора (1921)
- орден Червоної Зірки
- медалі